# ワード・エイト
ワード・エイト（Ward Eight）は、ライ・ウイスキーベースのカクテルで、ショートドリンクに分類される。ボストン市を8つの区(ward)に分けた区政開始を記念してつくられた。
ワード・カクテル、スコティッシュ・ガーズと呼ばれることもある。

## 標準的なレシピ
標準的なレシピを以下に記す。
- ライ・ウイスキー ： オレンジ・ジュース ： レモン・ジュース ＝ 2：1：1
- グレナデン・シロップ ＝ 2dash

## 作り方
氷と上記の材料をシェイクし、カクテル・グラスに注ぐ。